# Aquiloeurycea scandens
Aquiloeurycea scandens é uma espécie de salamandra da família Plethodontidae.
É endémica do México.
Os seus habitats naturais são: cavernas.
Está ameaçada por perda de habitat.